# ドイツの宗教改革
ここでは、ドイツの宗教改革について概説する。

## 宗教改革
宗教内での問題から出発した宗教改革は、世俗的問題と結びついて近代国家の成立や近代思想にも影響を及ぼした。宗教改革が主権国家を単位として宗教生活を規定する方向に進んだことは、普遍的なキリスト教世界に立脚していた一つの教会という理念を破壊し、教権の基盤を脅かした。近代にはいると、すでに教権は各主権国家に対して優位性を主張することができなくなり、今日まで続く国民を単位とした政治社会が形成される。一方、思想面においては内面の自由、良心の自由が確立され、近代政治思想における基本概念の一つとなっていった。

### ルター
1517年ルターによって「95カ条の論題」が発表され、宗教改革が開始された。発表当初は贖有状を巡る僧職どうしの内輪もめと世間に受け取られていたが、やがて教皇首位権が主要な争点になると、人文主義者も続々この論争に関与するようになった。
神聖ローマ皇帝カール5世とエラスムス派の人文主義者、穏健的なカトリック聖職者の姿勢はこの論争に際して宗教の統一を重視し、プロテスタントとカトリックの歩み寄りを期待した。実際両陣営において当初から妥協と和解が不可能ではないことが認識されており、教義においてはルターの思想がカトリック的であることは当時も後にも様々な局面で指摘された。たとえばツヴィングリ、カルヴァンなどほかの改革派はルターのプロテスタンティズムを教義において保守的であると批判している。またルターの教義の核心である信仰義認説については1511年に枢機卿コンタリーニがルターとは無関係にこの結論に達しており、同時代ではイングランドのメアリー女王のもとでカンタベリー大司教であった枢機卿ポール、人文主義者でケルン司教区の改革に従事していたグロッパーなどが個別に信仰義認説に到達している。コンタリーニ、グロッパーなどはカトリックの穏健派で、論争に際してはルターとの和解を模索した。
一方、教皇クレメンス7世とその後継者パウルス3世はプロテスタント側への歩み寄りが教皇首位権の破壊につながることを警戒して和解を拒否し、カール5世を警戒してドイツの分断を狙うフランス王、バイエルン公もこれに同調した。ルター派の側もザクセン選帝侯などが政治的理由から硬化した態度を取り、ルター派の基盤が形成されると当初は寛容的な態度も持っていたルター自身も非妥協的になった。かくして宗教改革は教義の問題をこえて政治問題と化した。

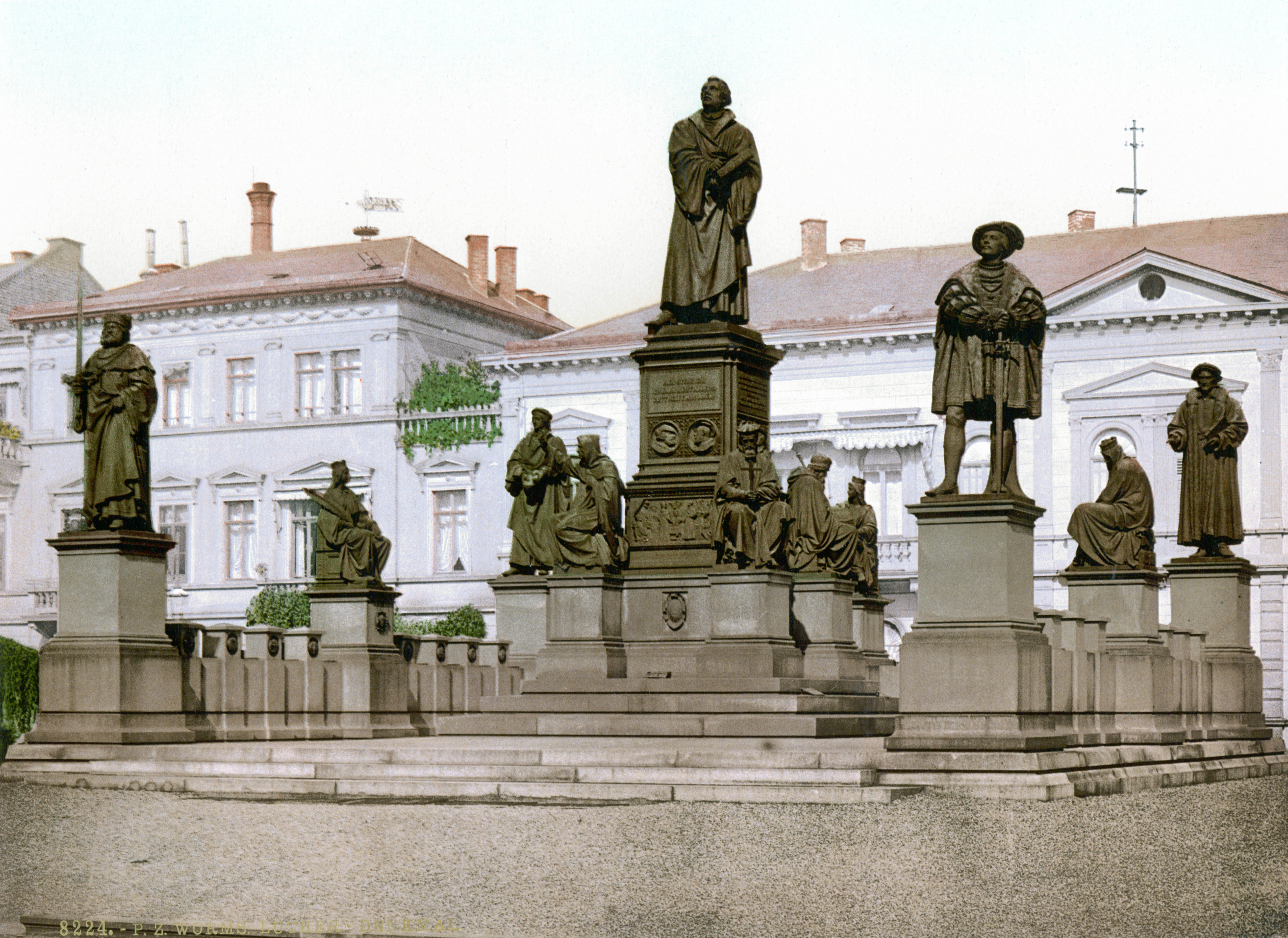
ルター像
ヴォルムスにある。中央の高い位置に立つのがルター像。側にフリードリヒ賢公像が控える。

ルターの思想はアウグスティヌスに影響を受けているが、アウグスティヌスの教会論を意図的に斥けているように見える。アウグスティヌスはドナティストとの論争において、彼らが教会に分裂をもたらしかねないことが問題であるとした。教会は唯一であるべきというのが彼の考えであった。ルターはアウグスティヌスに従って人間の原罪を重視し、人間は本質的に罪人である上に神の絶対的支配の下にあるのだから、神の意志を超えた人間の意志による善行があるとすれば、それによって救われるのではないとして自由意志を否定し、ただ神の恩寵によってのみ救われることが可能であるとした。この神の恩寵に与るためにはひたすら神を信頼し、信仰を寄せることによって救いに至ることができる。この神と個人との間には基本的に介在するものはないという。ここから万人司祭主義、神の前での信仰における人間の平等、聖職者の特権の否定が説かれる。従来教義などの信仰の根拠が教会に求められていたのに対し、ルターは聖書にあるとする。たとえ教会の教えであっても聖書に記載のないものは神の言葉ではないという。教会が独占していた聖書の解釈も万人が自由におこなってよいと述べた。ルターは聖書解釈や信仰における教権の優位性を否定した。
ルターはまた二世界統治説を唱えた。神がこの世界に二種の支配を作り出したといい、一つは霊的な教会で、目に見えないものでありかつキリスト教徒のみに許されている。もう一つは世俗的な剣の支配で、これは世界のあらゆる民族を包含している。ルターはキリスト教に反しない限り世俗支配は積極的に受け入れるべきであると説くが、教皇もしくは皇帝が違反した場合にはこれに抵抗することができるという。しかしながら、ルターはあらゆるキリスト教徒が抵抗の主体となることを認めているわけではない。抵抗の主体となりえるのは自らの領民をキリスト教のもとに保護する責務がある諸侯のみである。しかも世俗法においては皇帝と諸侯は契約によって関係を結んでいるのだから、同等であるという。農民のような民衆は皇帝と対等ではないので、抵抗すれば反乱である。これは信仰における諸侯の絶対的権限、領邦教会制度を理論的に認めるものであった。

### ドイツの領邦教会
当初はごく限定的な教会の腐敗の問題、あるいは教義上の問題から出発した宗教改革は、その影響が広汎にわたるとともに政治的な傾向を強くした。具体的には宗教改革はまず教皇首位権への挑戦という宗教内の政治的問題に変容し、さらにドイツ国内の皇帝権に対する諸侯の自立を求める、極めて直接的な政治問題に転化した。この問題は三十年戦争の直接的な原因ともなるのであり、ドイツが長い分断国家となる契機の一つが宗教改革に求められる。しかし一方でルター訳聖書が近代ドイツ語の基礎となったように、文化的側面においてはドイツの統合をもたらす側面もあった。
1530年にカール5世はアウクスブルクに帝国議会を招集した。議会ではルター派は「アウクスブルク信仰告白」を提出し、ツヴィングリやシュトラースブルクなどの改革派4都市は独自の「信仰」を提出し、プロテスタント内部の宗派分裂も明らかとなった。議会ではカトリックが優勢を占め、最終的決定は翌年の議会に持ち越されたものの、カール5世はルターを帝国追放刑にしプロテスタントを異端とする1521年のヴォルムス勅令を執行するよう命じた。

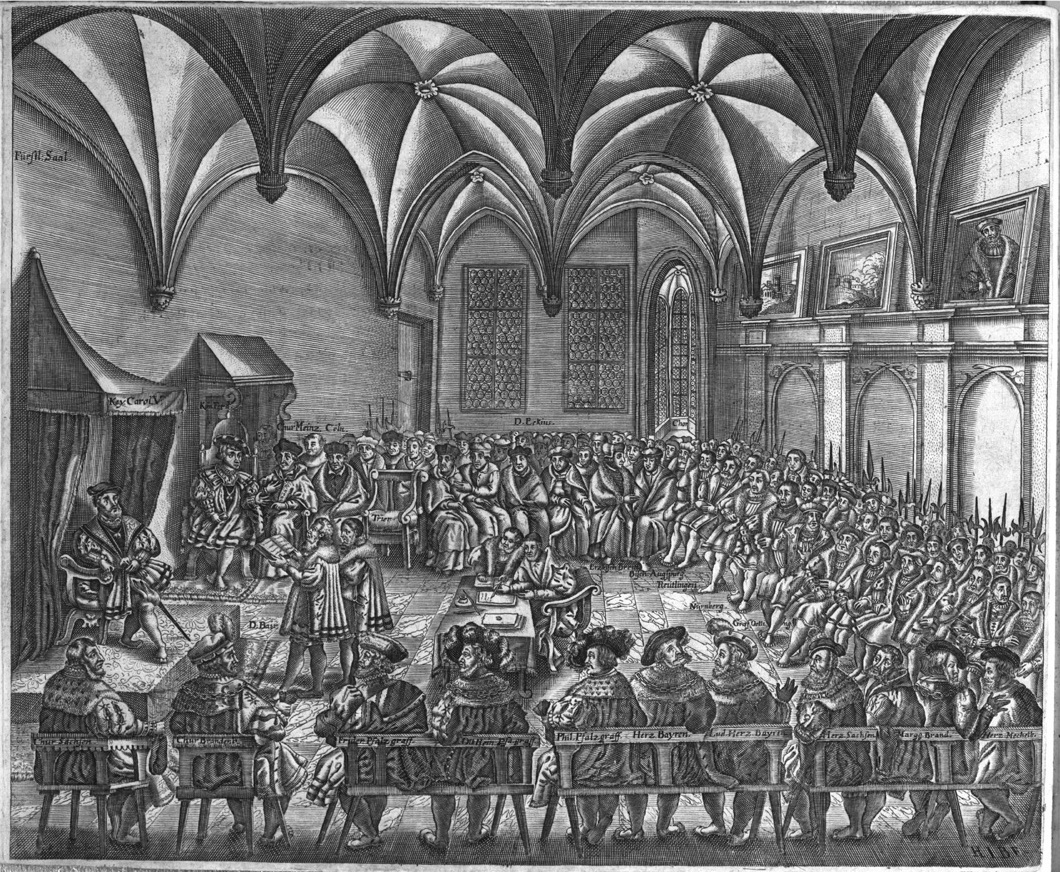
アウクスブルク帝国議会（1530年）

プロテスタントの帝国諸侯・諸都市はアウクスブルク帝国議会後の翌1531年2月にヘッセン方伯とザクセン選帝侯を盟主とするシュマルカルデン同盟を結成した。宗教戦争が一触即発に迫ったが、1532年にカール5世は妥協しニュルンベルクの宗教平和によって暫定的にプロテスタントを保障した。これを境にプロテスタントは勢力を一気に拡大し、南ドイツのヴュルテンベルク公領では、プロテスタントであったために追放されていたヴュルテンベルク公ウルリヒが1534年に復位し、北ドイツでも同年ポメルン公、1539年にザクセン公とブランデンブルク選帝侯がプロテスタントに転じた。西南ドイツではルター派とは異なる改革派信仰が広がっていたが、教義上の問題で妥協しプロテスタントの政治勢力は統一性を持つようになった。カトリック諸侯の側もニュルンベルクで同盟を結成し、プロテスタントに対抗した。
1546年にはルターが死亡し、同年ザクセン公が選帝侯の地位を条件に皇帝支持に転じた。それ以前にヘッセン方伯も重婚問題からカール5世につけこまれ、政治的に中立を守らざるをえなくなっていた。自身に有利な条件が整ったと感じたカール5世は同年シュマルカルデン戦争をおこし、シュマルカルデン同盟を壊滅させ、翌年のアウクスブルク帝国議会ではカトリックに有利なアウクスブルク仮信条協定が成立した。しかし、息子フェリペにドイツ・スペインの領土と帝位を継承させようとすると、ますます反発を招いてカール5世は孤立した。ザクセン選帝侯モーリッツが再び反皇帝・プロテスタントの側に転じ、1552年に諸侯戦争がおこるとカール5世は敗北し、パッサウ条約締結。この敗北からカール5世は弟のフェルディナントに宗教問題の解決を任せ、1555年にアウクスブルクの和議(宗教平和令)が成立した。この平和令により「一つの支配あるところ、一つの宗教がある ("Cujus regio, ejus religio")」という原則のもとに諸侯が自身の選んだ信仰を領内に強制することができるという領邦教会制度が成立した。ただしカルヴァン派・ツヴィングリ派・再洗礼派などは除外された。